# Sepia pardalis
Sepia pardalis är en bläckfiskart som beskrevs av Sasaki 1914. Sepia pardalis ingår i släktet Sepia och familjen Sepiidae. Inga underarter finns listade i Catalogue of Life.